# Stenopterus rufus
Stenopterus rufus је врста инсекта из реда тврдокрилаца (Coleoptera) и породице стрижибуба (Cerambycidae). Сврстана је у потпородицу Cerambycinae.

## Распрострањеност
Врста је распрострањена на подручју централне Европе, Балканског полуострва и Мале Азије. У Србији је честа врста, најчешће се виђа на цвећу.

## Опис
Глава и пронотум су црни. Елитрони су црвенкасти или наранџасти са црним врхом. Ноге су црвенкасте са црним коленима, за разлику од сличне врсте Stenopterus flavicornis Kuster, 1846 код које су целе ноге црвене. Антене су средње дужине, први и други чланак су црне боје а преостали су жућкасти или црни. Дужина тела од 7 до 16 mm.

## Биологија
Комплетан циклус развића се одвија у периоду од  2 године. Ларва се развија у мртвом и сувом листопадном дрвећу. Као домаћини јављају се багрем, храст, питоми кестен, орах, шљива, брест, итд. Адулти су активни од маја до августа и могу се видети на различитом цвећу.

## Статус заштите
Врста се налази на Европској црвеној листи сапроксилних тврдокрилаца.

## Синоними
- Necydalis rufa Linnaeus, 1767